# Петерман, Юлиус Генрих
Юлиус Генрих Петерман (нем. Julius Heinrich Petermann; 12 августа 1801, Глаухау — 10 июня 1876, Бад-Наухайм) — немецкий востоковед, специалист по арабистике, арменистике, османистике, семитологии.

## Биография
С 1837 года — профессор восточных языков в Берлинском университете, позже — консул Северогерманского союза в Иерусалиме.
В 1852—1855 годах совершил путешествие по Передней Азии и Персии, из которого вернулся знатоком редких языков, в том числе самаритянского.
В 1867—1868 годах продолжил свои исследования в Палестине.
C 1869 года — член-корреспондент Петербургской АН.

## Труды
- Grammatica linguae armenicae. Berlin, 1837.
- De Ostikanis, Arabicis Armeniae gubernatroibus. Berlin, 1840.
- Porta linguarum orientalium. Bde 1—4, 6. Berlin, 1840—1872 (краткие грамматики некоторых восточных языков).
- Beiträge zu einer Geschichte der neuesten Reformen des Osmanischen Reiches . Berlin, 1842 (с Рамисом Эфенди; на немецком и турецком языках).
- Reisen im Orient. 2 Bde. Leipzig, 1860—1861.
- Thesaurus sive liber magnus vulgo liber Adami appellatus. 2 Bde. Leipzig, 1867.
- Versuch einer hebräischen Formenlehre nach der Aussprache der heutigen Samaritaner. Leipzig, 1868.
- Pentateuchus samaritanus. 5 Bde. Berlin, 1872—1891.